# Hagnagora acothysta
Hagnagora acothysta là một loài bướm đêm trong họ Geometridae.